# 茨城県道357号谷和原筑西線

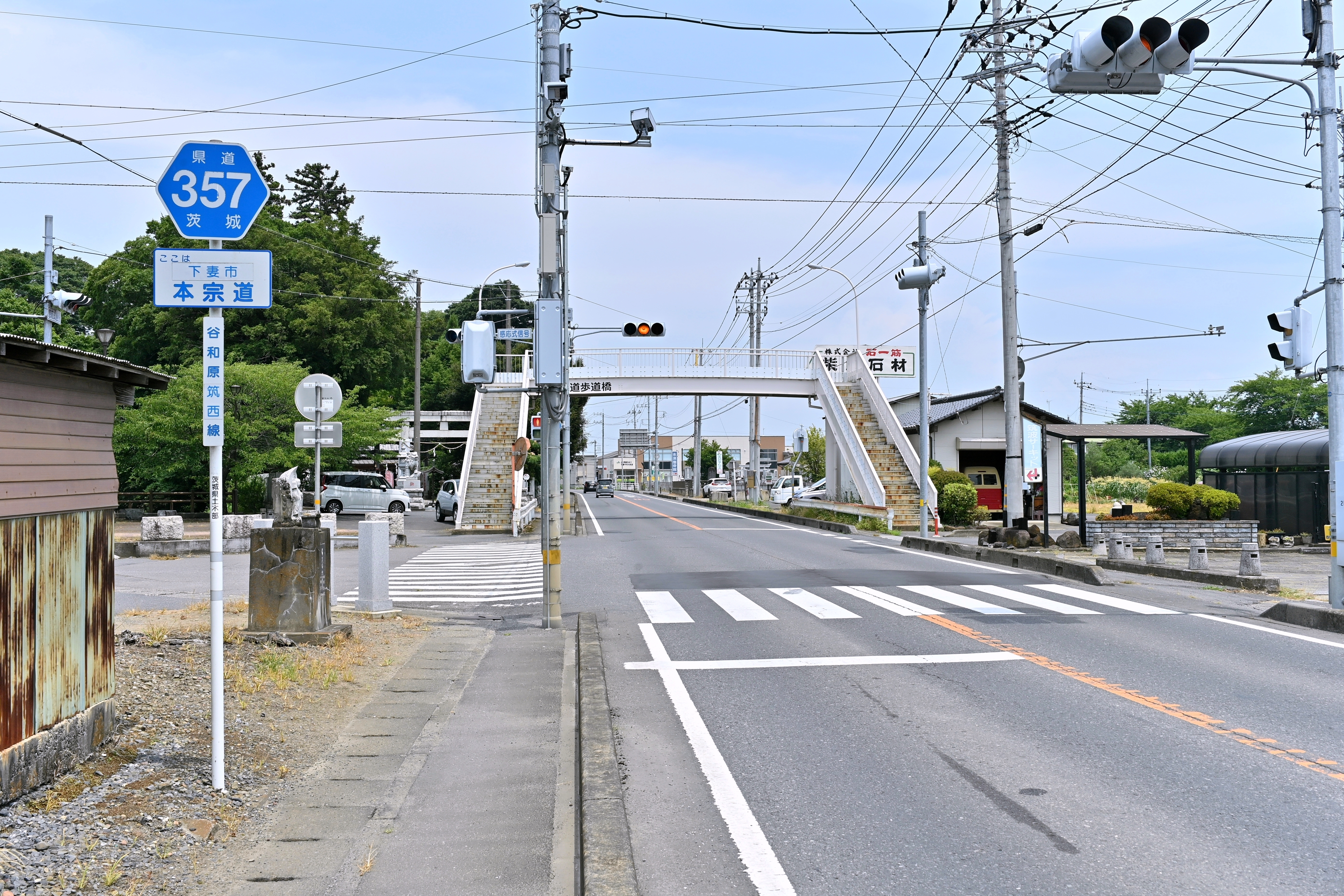
茨城県道357号谷和原筑西線
下妻市本宗道（2022年7月）

茨城県道357号谷和原筑西線（いばらきけんどう357ごうやわらちくせいせん）は、茨城県つくばみらい市から筑西市に至る県道（一般県道）である。

## 概要
路線名称の谷和原は、旧自治体名の筑波郡谷和原村（現つくばみらい市）に由来する。

### 路線データ
- 起点：茨城県つくばみらい市細代257番地1地先（国道294号分岐）[1]
- 終点：茨城県筑西市西方802番地先（国道294号交点、鎌田南交差点）[1]
- 総延長：34.802 km[2]
- 重用延長：0.578 km[2]
- 未供用延長：なし[2]
- 実延長：34.224 km[2]
- 自動車交通不能区間延長[注釈 1]：なし[2]

## 歴史
1996年（平成8年）4月1日、茨城県が道路法（昭和27年法律第180号）第7条の規定に基づき、起点を筑波郡谷和原村、終点を下館市とする国道294号の旧道区間を県道新規路線として谷和原下館線に認定した道路である。2005年（平成17年）3月に終点がある下館市が、平成の大合併により自治体名を筑西市へと変更されたことを受け、翌2006年（平成18年）4月、路線名称を谷和原筑西線へと変更し現在に至る。

### 年表
- 1996年（平成8年）4月1日
  - 谷和原下館線（整理番号357）として路線認定[3]。
  - 道路の区域は、筑波郡谷和原村大字細代国道294号分岐から下館市大字西方国道294号交差点まで（延長35.57 km）と決定された[4]。
- 1996年（平成8年）7月10日：結城郡石下町大字大房 - 大字新石下の現道と平行する新道（860 m）が開通[5]。
- 1996年（平成8年）11月25日：7月に供用した結城郡石下町大字大房 - 大字新石下の区間（延長860 m）を指定解除。一般道に降格する[6]。
- 2000年（平成12年）4月1日：下妻市大字下妻の区間が、通行する車両の最大重量限度25トンの道路に指定される[7]。
- 2001年（平成13年）3月1日：水海道市小山戸町 - 同市中妻町の区間を、通行する車両の最大重量限度25トンの道路に指定[8]。
- 2006年（平成18年）4月1日：路線名が現在の谷和原筑西線に変更される[9]。
- 2004年（平成16年）3月22日：下妻市大字下妻の一部区間が、通行する車両の高さの最高限度4.1 mの道路に指定される[10]。
- 2009年（平成21年）4月1日：下妻市下妻乙 - 筑西市西方の区間を、通行する車両の最大重量限度25トンの道路に指定[11]。
- 2015年（平成27年）9月10日：接近した台風の影響による豪雨で、増水した常総市三坂町地内の鬼怒川堤防が決壊し、濁流により道路の一部が冠水・流失する被害を受ける。
- 2015年（平成27年）12月18日：流失した道路の復旧工事が終わり、常総市三坂町 - 新石下（2.2 km）の通行止め規制を解除（片側交互通行）[12]。
- 2016年（平成28年）2月8日：上記の片側通行規制を解除。これにより、平成27年9月関東・東北豪雨災害による通行規制が全面解除される[13]。

## 路線状況
全線が国道294号の旧道であり、常総バイパスの開通に伴い、県道に降格した区間である。
道路法の規定に基づき、常総市水海道諏訪町（水海道郵便局前交差点） - 下妻市下妻（国道125号交差） - 筑西市西方（蒲田南交差点）間は、緊急輸送道路として機能を維持するため、災害発生時の被害拡大防止を目的に道路用地内に電柱を建てることが制限されている。

### 重複区間
- 国道125号（447 m）：下妻市「峯Ｔ字路」-「小野子Ｔ字路」[1]

### 道路施設
- 妻戸橋（千代田掘川、常総市小山戸町 - 中妻橋）
- 桜橋（新八間堀川、常総市橋本町）
- 大房橋（江連用水、常総市大房）
- 妙見寺橋（江連用水、常総市新石下）
- 羽子橋（江連用水・千代川中学校入口交差点、下妻市原）
- 本宗道歩道橋（宗道小学校前、下妻市本宗道）
- 宝橋（糸繰川、下妻市平沼）
- 大串歩道橋（下妻市大串）
- 野殿橋（大谷川、筑西市野殿）

## 地理
並行する国道294号常総バイパスに比べ道幅は狭いが沿線に市街が点在し、下妻・常総市役所もこの沿線に置かれている。また、全線にわたり関東鉄道常総線が併走する。

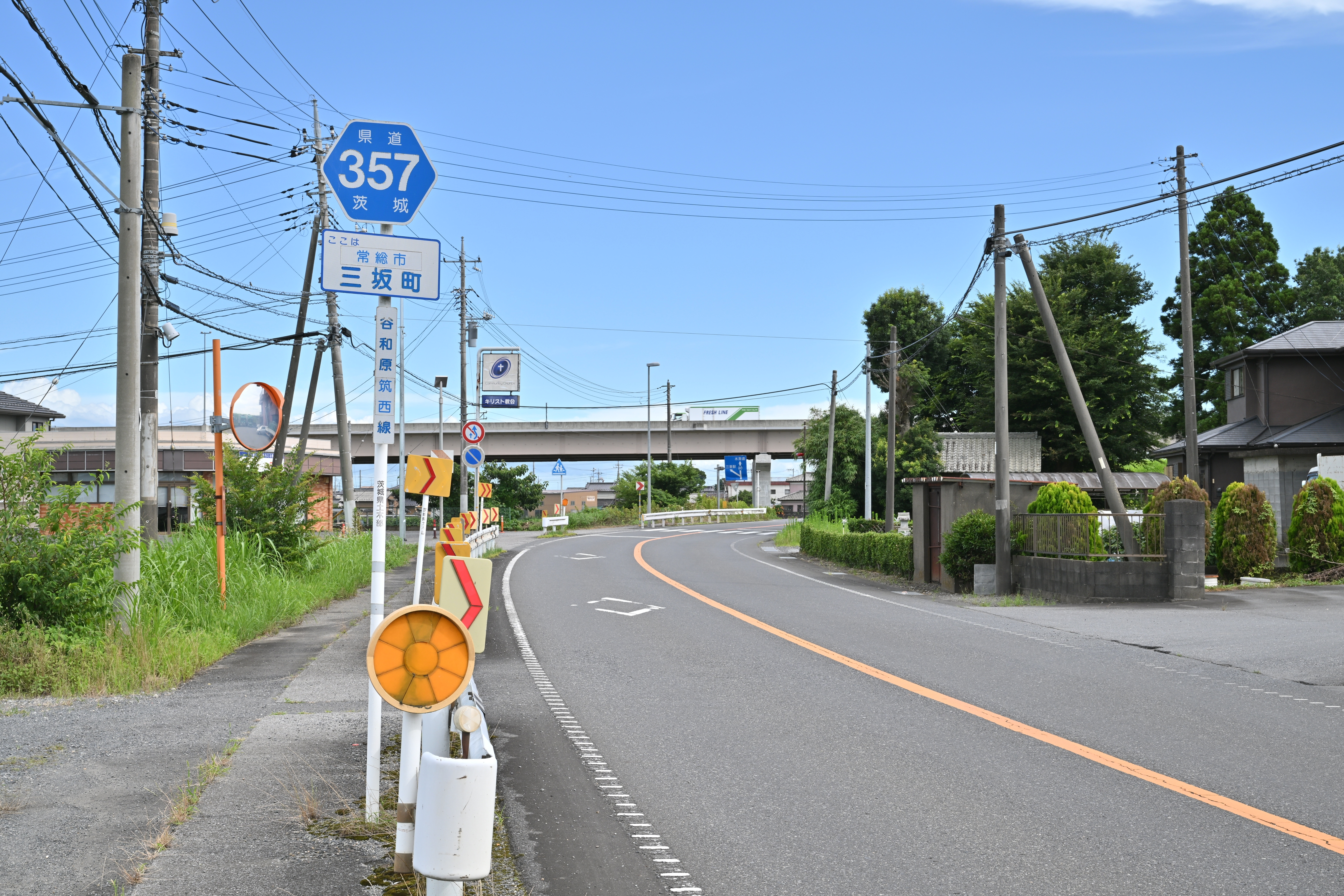
常総市三坂町（2025年7月）

### 通過する自治体
- 茨城県
  - つくばみらい市
  - 常総市
  - 下妻市
  - 筑西市

### 交差する道路
- 茨城県道330号水海道停車場線（常総市水海道宝町、関東鉄道常総線水海道駅前）
- 国道354号・茨城県道130号常総取手線（常総市水海道諏訪町、水海道郵便局前交差点）
- 国道354号岩井水海道バイパス・水海道有料道路（常総市小山戸町）
- 茨城県道123号土浦坂東線（常総市中妻町、美妻橋交差点）
- 茨城県道24号土浦境線（常総市新石下、石下橋東交差点）
- 茨城県道24号現道・茨城県道332号石下停車場線（常総市新石下）
- 茨城県道56号つくば古河線（下妻市宗道、宗道十字路交差点）
- 国道125号（下妻市下妻、峯T字路交差点～小野子T字路交差点）
- 茨城県道131号下妻真壁線（下妻市下妻）
- 茨城県道335号大宝停車場線（下妻市大宝）
- 茨城県道233号山王下妻線（下妻市若柳）
- 茨城県道・栃木県道54号明野間々田線（筑西市黒子、黒子交差点）
- 茨城県道336号太田郷停車場線（筑西市野殿）

### 沿線
- 菅原天満宮（常総市水海道天満町）
- 千妙寺（筑西市黒子）